# Rainer Schöpp
Rainer Schöpp (ur. 14 marca 1958), niemiecki curler i trener. Jest starszym bratem Andrei Schöpp. W curling zaczął grać w 1974, jest zawodnikiem SC Riessersee z Garmisch-Partenkirchen. Z zawodu jest doradcą finansowym.
W curlingu juniorów i mężczyzn nie odnosił wielkich sukcesów. W latach 1975–1977 występował na mistrzostwach świata juniorów, zajmował odpowiednio 7., 7. i 6. miejsce. W ostatnich zawodach był kapitanem drużyny. Po 10 letniej przerwie na arenie międzynarodowej drużyna Schöppa wystąpiła jako reprezentacja Niemiec na Mistrzostwach Świata 1988, uplasował się wówczas na 6. pozycji.
1994 został trenerem drużyny siostry, którym jest do dziś. Niemcy zdobyli wówczas na mistrzostwach Europy dwa złote, srebrny i dwa brązowe medale (w latach 1994-1998). Rainer podczas Mistrzostw Europy 2007 był trenerem kobiecej reprezentacji Niemiec jak i męskiej reprezentacji Węgier.
W 2005 jego drużyna zajęła drugie miejsce na mistrzostwach Niemiec, w finale uległa drużynie Andreasa Kappa 4:6. W tym samym roku rozgrywano pierwsze mistrzostwa Europy mikstów. Zespół Schöppa z Andreą na pozycji trzeciej pokonał wszystkich rywali.
Na zawodach w Andorze w fazie grupowej Niemcy przegrały tylko z Czechami. Następnie w fazie play-off wygrały z Włochami 6:4, w półfinale trafiły na Finlandię, z którą przegrały 3:5. Tym samym Niemcy zagrały mecz o brązowy medal ze Szkocją, który wygrały.
Rok później w krajowej rywalizacji mikstów zajął 3. miejsce. W 2007 swoich sił próbował w mistrzostwach mężczyzn jednak zajął 5. miejsce. Kolejnym występem była zwycięska gra na mistrzostwach mikstów. Na Mistrzostwach Europy Mikstów 2007 drużyna Schöppa wgrała wszystkie swoje mecze grupowe. W następnej fazie pokonała Czechów 5:4 i w półfinale przegrała z późniejszymi złotymi medalistami Walijczykami 4:7. W małym finale Niemcy pokonali Austriaków 5:3.
W 2008 zespół Schöppa powtórzył sukces z krajowych mistrzostw. Fazę grupową mistrzostw Starego Kontynentu zespół ukończył na 2. miejscu z bilansem 5-2 (porażki ze Szwecją i Austrią). Ze względu na miejsce po Round-Robin Niemcy musiały grać w rundzie kwalifikacyjnej, pokonały tam Danię 12:8 i Szkocję 6:3. W półfinale zwyciężyły Szwedów 7:1 i zagrały w finale. Pokonując Czechów 5:3 Rainer Schöpp zdobył swój pierwszy złoty medal na mistrzowskiej imprezie międzynarodowej.
Rainer ponownie reprezentował Niemcy na mistrzostwach europy mikstów, po fazie grupowej drużyna zajęła 2. miejsce i w rundzie kwalifikacyjnej spotkała się z Czechami. Mecz ten zakończył się wynikiem 7:2 dla Czechów i Niemcy zostali sklasyfikowani na 5. miejscu.